# Blek skedmossa
Blek skedmossa (Straminergon stramineum) är en bladmossart som beskrevs av Lars Hedenäs 1993. Enligt Catalogue of Life ingår Blek skedmossa i släktet Straminergon och familjen Amblystegiaceae, men enligt Dyntaxa är tillhörigheten istället släktet Straminergon och familjen Calliergonaceae. Arten är reproducerande i Sverige. Inga underarter finns listade i Catalogue of Life.

## Bildgalleri

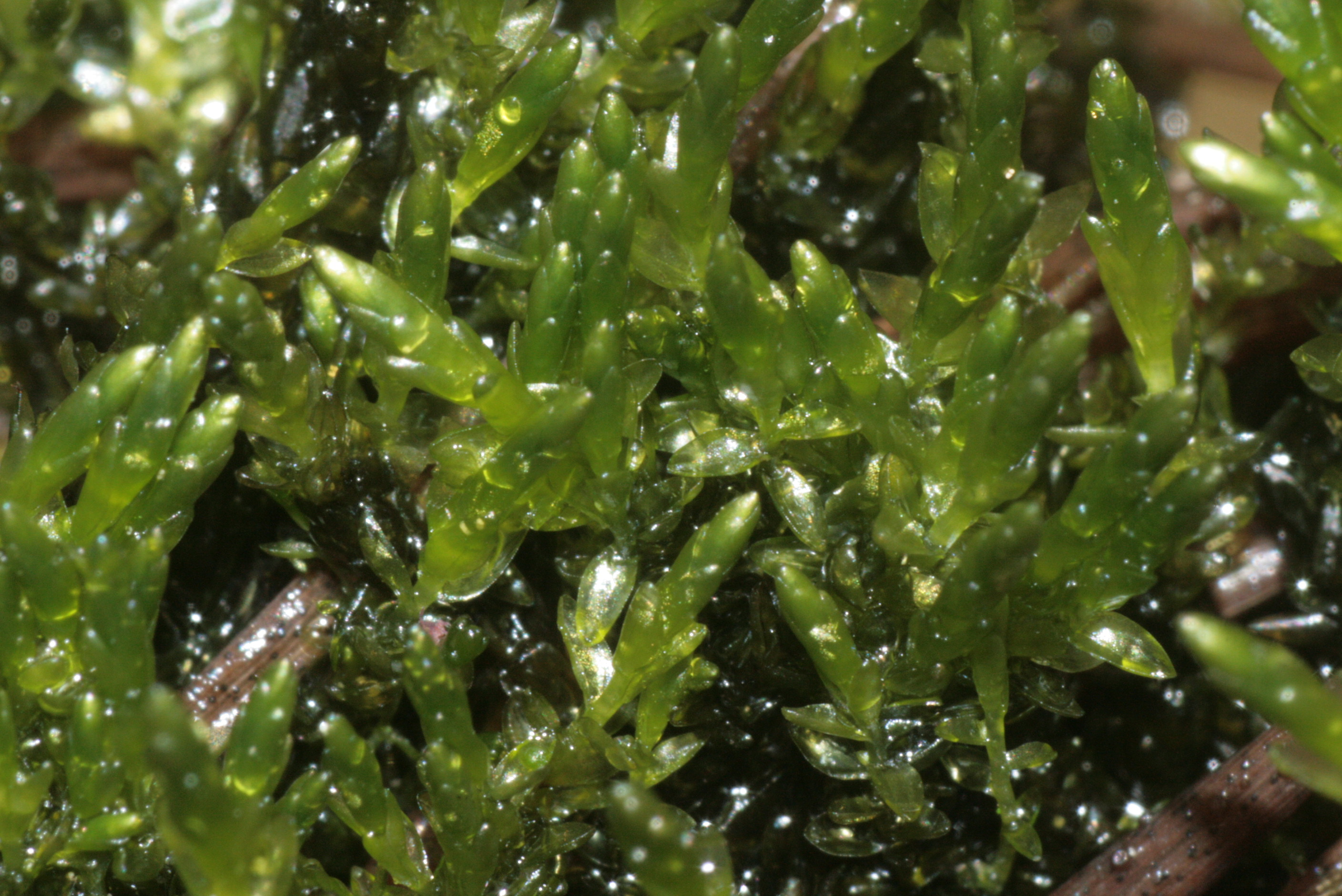
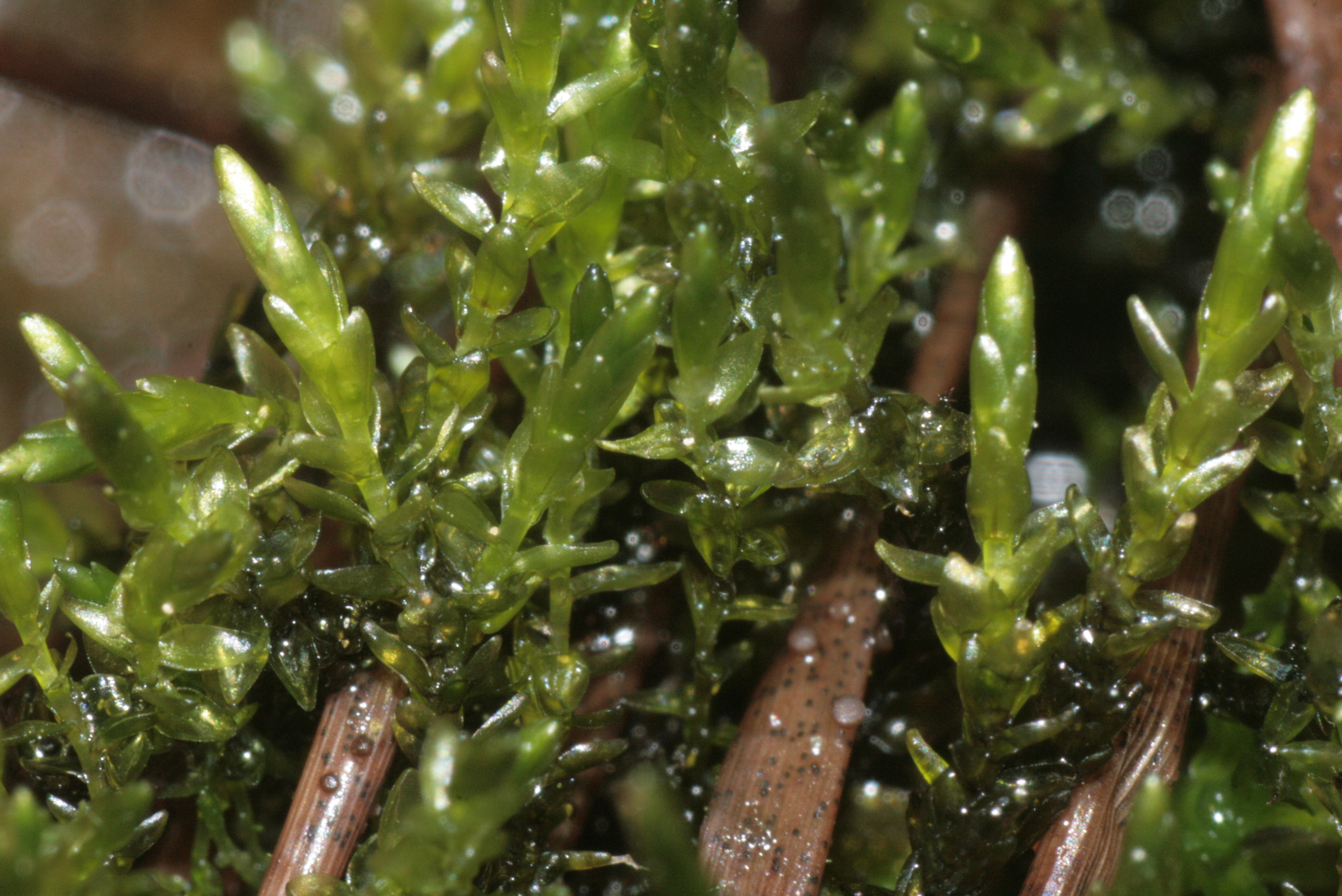
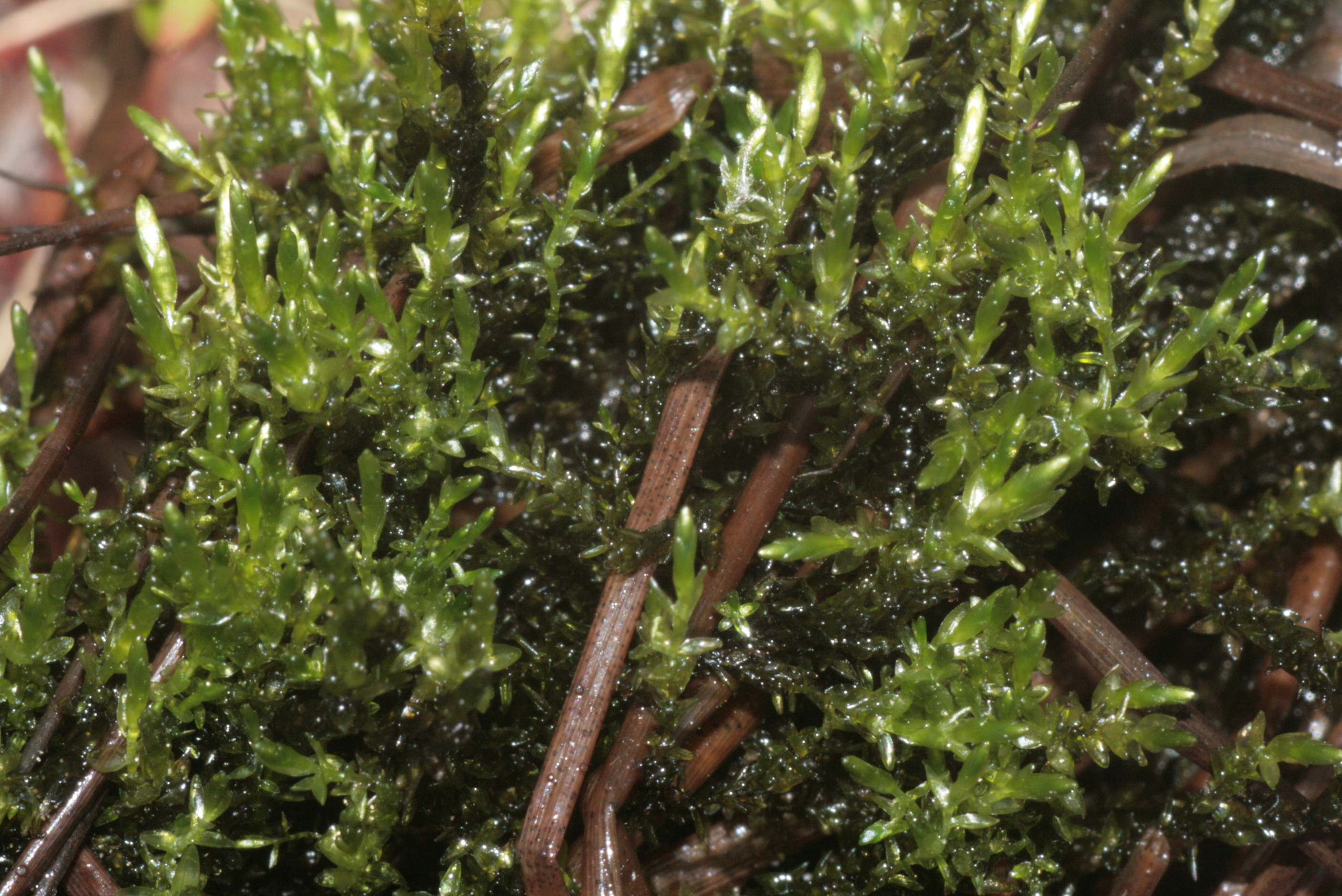
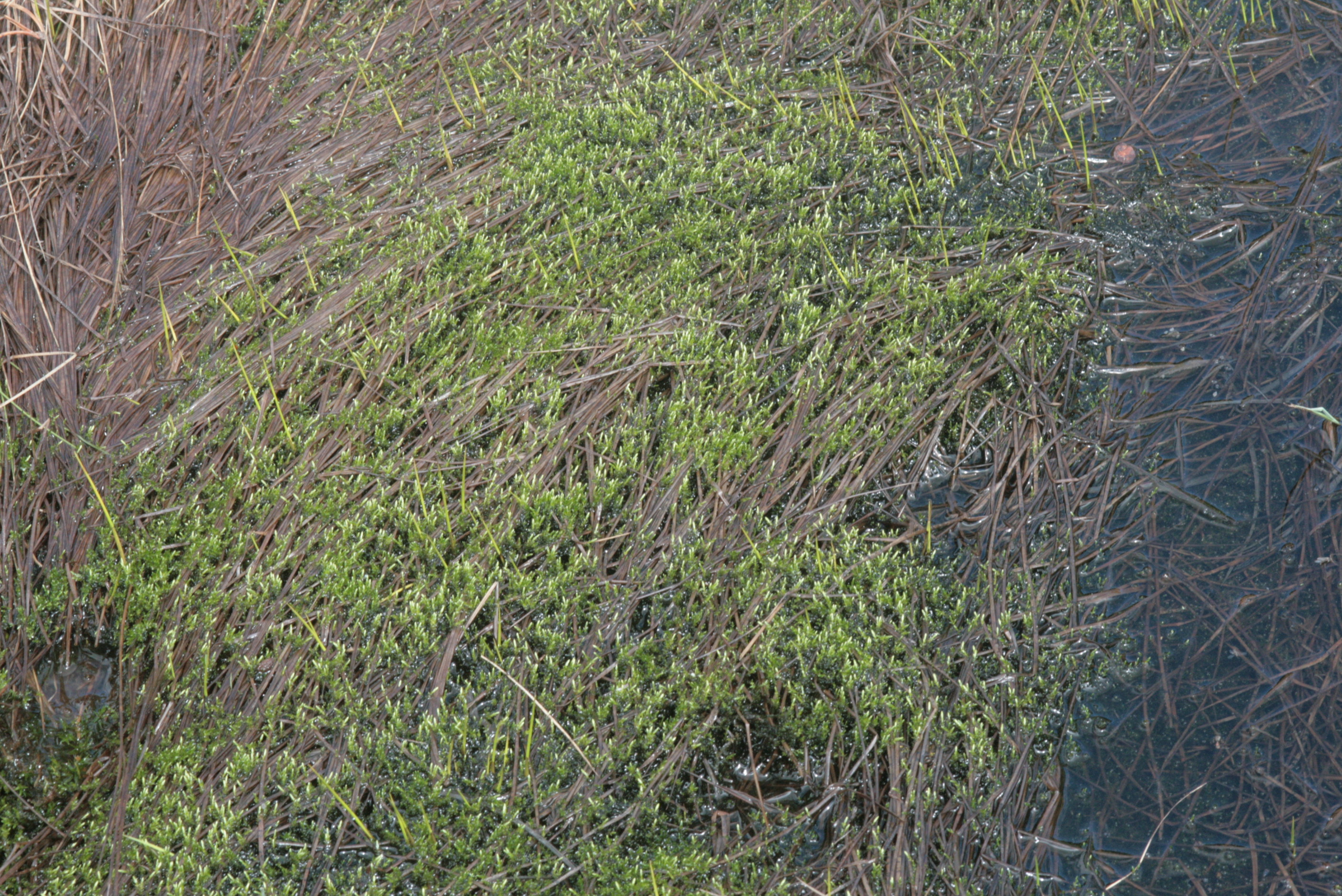
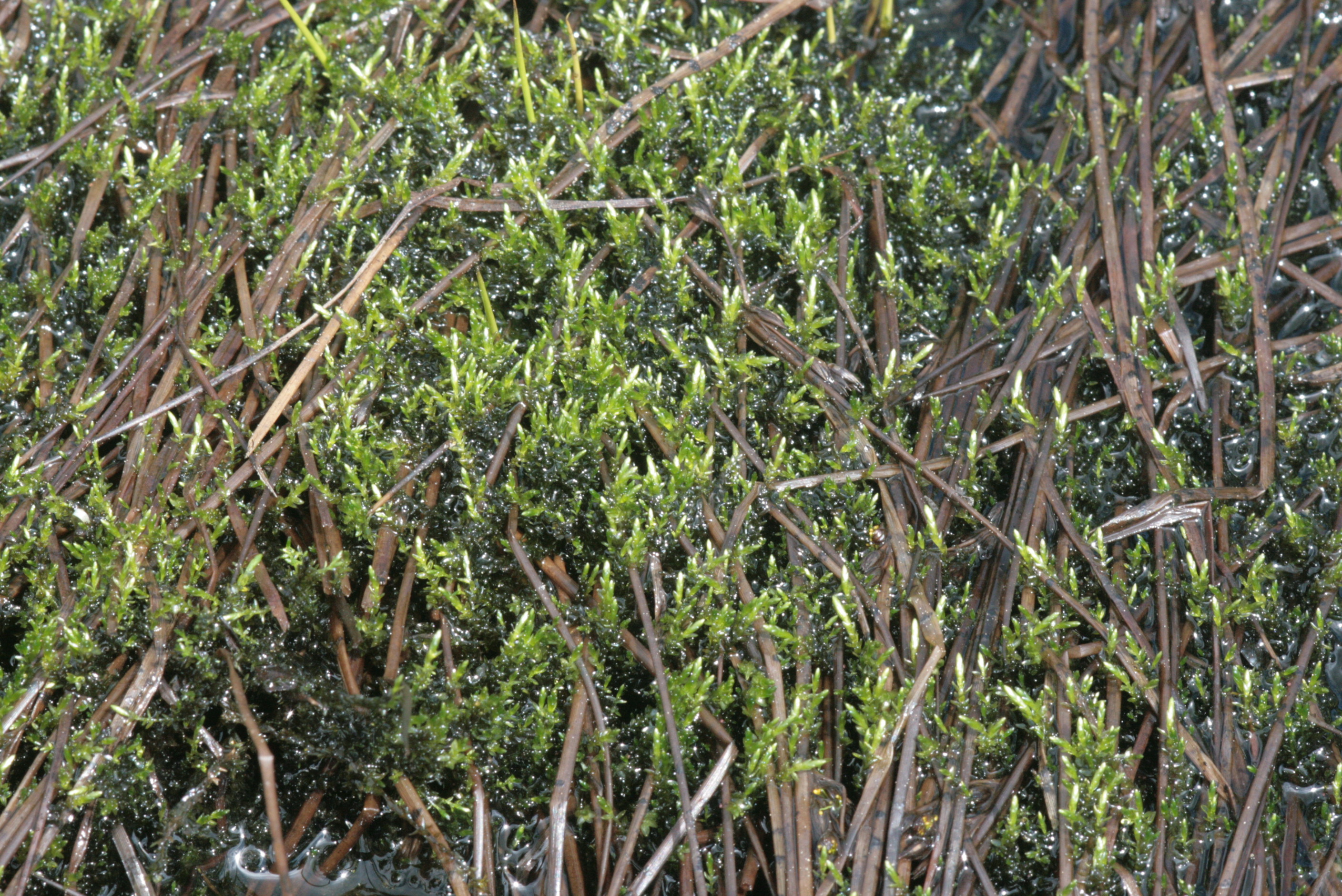
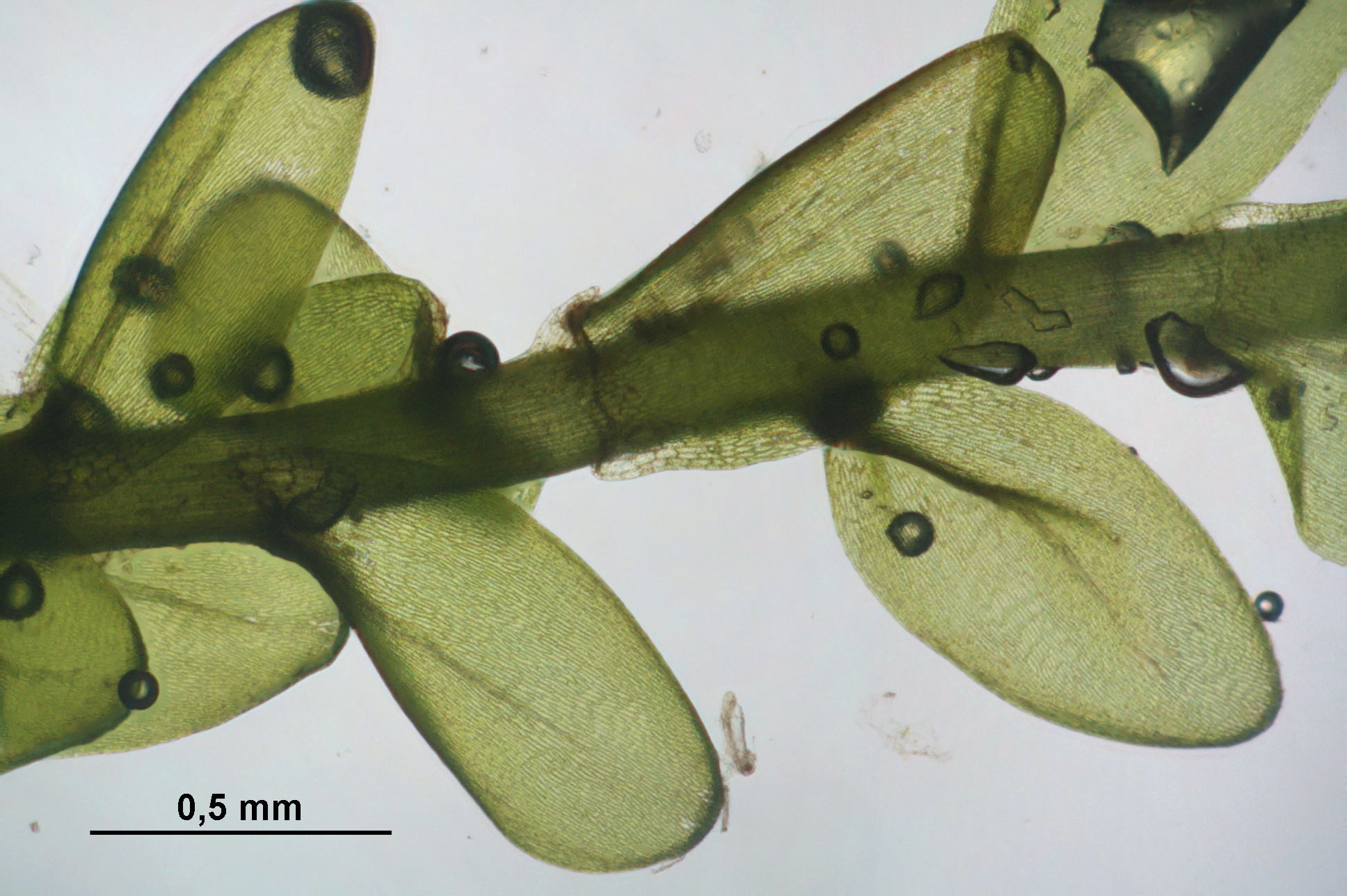